# Grande Loge nationale française
Ne doit pas être confondu avec Grande Loge de France ou Loge nationale française.
La Grande Loge nationale française (abrégé en GLNF) est une obédience maçonnique française fondée en 1913 sous le nom de « Grande Loge nationale indépendante et régulière pour la France et ses colonies ». Elle est reconnue l'année de sa création par la Grande Loge unie d'Angleterre (GLUA) comme faisant partie des obédiences régulières, « régularité maçonnique » dont les préceptes sont proclamés en 1929 par cette dernière.
Comme toutes les obédiences françaises, elle est interdite au cours de la Seconde Guerre mondiale. Après la fin de la guerre, elle adopte le nom de Grande Loge Nationale Française en 1948 et se développe à l'instar de toutes les obédiences dans les années 1960. Sa forte croissance, à partir de 1985, suscite des problèmes de fonctionnement et de gestion qui aboutissent à la plus grave crise de son histoire en 2011, celle-ci se soldant par une scission d'une partie de ses membres et de la suspension temporaire de sa reconnaissance par la GLUA.
Obédience exclusivement masculine selon ses statuts, elle n’entretient pas d’accords formels de reconnaissance avec les autres obédiences françaises, tout en maintenant des relations amicales ou des rencontres occasionnelles, ainsi que certains liens administratifs avec la plupart de celles-ci.

## Histoire

### L’origine et la création
La création de la GLNF est la conséquence de la décision prise en 1877 par la principale obédience maçonnique française de l'époque, le Grand Orient de France, dans le cadre de la querelle liée au Grand Architecte de l'Univers.
Dans le contexte de la mise en place de la Troisième République (France), l'Église catholique romaine, craignant de perdre à terme son statut privilégié de religion d'État, s'engageait de tout son poids dans les questions politiques et condamnait avec une égale vigueur la franc-maçonnerie et la République française. Ce conflit bouleversa l'équilibre idéologique des loges : les catholiques pratiquants et les royalistes se tenant désormais à l'écart des loges, celles-ci devinrent assez rapidement républicaines et anticléricales.
Dans ce climat passionné, le convent du Grand Orient de France en 1877 supprimait de ses constitutions l'obligation de la croyance en Dieu, ainsi que toutes références au Grand Architecte de l'Univers, lors de l'ouverture de leurs travaux notamment. Chaque loge devenait ainsi libre de le faire ou pas.
Ces décisions, ainsi que le soutien accordé par le Grand Orient de France à un régime républicain, furent très mal ressenties par plusieurs loges en France, par la Grande Loge unie d'Angleterre et par la plupart des autres obédiences dans le monde, principalement dans l'Empire britannique. Toutefois, les évolutions politiques suivantes, et en particulier celles qui allaient donner naissance à l'Entente cordiale à l'approche de la Première Guerre mondiale, permirent un certain temps le maintien de relations amicales, exprimées notamment lors de la consécration à Londres, sous la Grande Loge unie d'Angleterre, des loges « la France » et « l'Entente Cordiale ».
Cependant, différents membres du Grand Orient de France, et notamment Édouard de Ribaucourt étaient en désaccord avec les positions anticléricales de leur obédience, tandis que d'autres ne supportaient plus ses diktats centralisateurs. En 1911, Ribaucourt réveille à Paris la loge « Le Centre des amis », pour laquelle il obtient du Grand Orient une patente lui permettant de travailler au Rite écossais rectifié et d'utiliser l'invocation au Grand Architecte de l'Univers lors des tenues. En 1913, il reçoit une nouvelle version obligatoire des rituels, où toutes les références au Grand Architecte de l'univers ont été soigneusement omises. Après de nombreuses négociations qui n'aboutirent pas, la rupture fut décidée.

### Les débuts de la GLNF
La Loge « Le Centre des amis » s'érige en « Grande Loge nationale indépendante et régulière pour la France et ses colonies » le 5 octobre 1913. Puis, dans une lettre datée du 29 octobre 1913, « L'Anglaise 204 » de Bordeaux annonce son souhait de rejoindre la nouvelle obédience. L'annonce de la reconnaissance anglaise a lieu le 3 décembre 1913 en tenue trimestrielle de la Grande Loge au Freemason's hall de Londres. « L'Anglaise 204 » rejoint alors la « Grande Loge nationale indépendante et régulière pour la France et ses colonies » le 4 décembre au lendemain de la reconnaissance par la Grande Loge unie d'Angleterre.
Le 29 octobre 1948, l’obédience change de nom pour adopter le nom de « Grande Loge Nationale Française » (GLNF). Elle demeure néanmoins marginale, n'étant principalement composée jusque dans les années 1960 que d’anglophones résidant en France.[source insuffisante]

### De1964à1985: l’essor
Il faut attendre l'année 1965 pour voir l'essor de la GLNF. Une scission importante intervient en 1964 au sein de la Grande Loge de France, à la suite d'un traité d'alliance conclu avec le Grand Orient de France. Au cours de cette crise, plusieurs centaines de francs-maçons - parmi lesquels une vingtaine de membres de « L'Anglaise 204 », qui avait rejoint la GLDF - quittèrent la Grande Loge de France pour rejoindre les rangs de la GLNF, lui permettant ainsi de dépasser les 4 000 membres, de travailler au Rite écossais ancien et accepté et de fonder des loges composées principalement de francophones.
Dans un mouvement inverse, il arrive à plusieurs reprises que des membres d'une grande loge, désireux d'autonomie et/ou de nouer des relations fraternelles avec un courant maçonnique différent, la quittent pour fonder de nouvelles obédiences. Ce fut le cas avec la Grande Loge traditionnelle et symbolique Opéra en 1958, du réveil de la Troisième Province de la Stricte observance templière (puis rectifiée) en 1995, du Grand Prieuré des Gaules en 2000, et en 2005 de la Grande Loge des maçons réguliers francs et accepté.

### De1985à2008: la forte croissance
Jusqu'à la fin des années 1960, la GLNF avait été en France une obédience maçonnique très minoritaire (moins de 4 000 membres) et très discrète, bien que représentant le courant maçonnique majoritaire dans le monde. La GLNF a connu depuis lors un développement très important au point de devenir la deuxième obédience française après le Grand Orient de France. Ses effectifs sont ainsi passés de 6 000 au début des années 1970 à 35 000 en 2000, puis à 44 000, regroupés en plus de 1 400 loges, en 2011, avec à l'époque un objectif annoncé par son grand maître d'alors, de 50 000 en 2012.
Cette croissance importante souleva un certain nombre d'interrogations parmi ses membres, comme parmi ses détracteurs. Il est avéré qu'elle fut en partie le résultat d'une politique de recrutement particulièrement active dans certaines de ses « provinces », notamment du sud de la France. Des journalistes accusèrent  l'obédience d'affairisme, en particulier dans ses provinces, pour expliquer ces recrutements en nombre élevé et soi-disant fondés sur d'autres critères que la recherche de la voie initiatique. À la fin des années 1990, plusieurs scandales éclatent dans ses provinces, les instances de la GLNF affirment alors avoir fait un certain ménage interne et recentré leurs activités autour de leurs préoccupations spirituelles, ainsi que de l'interdiction traditionnelle des débats politiques ou religieux en loge.

### De2008à2012: la crise
En 2008, une crise se développe au sein de la GLNF, principalement autour de la conception de la grande maîtrise exprimée par l’ancien grand maître, François Stifani, ainsi que des pratiques et des modalités de sa gouvernance, notamment quant aux rapports qu'il entretenait avec la classe politique.
En décembre 2009, plusieurs représentants provinciaux de la GLNF s’expriment ouvertement contre des dérives constatées dans ce domaine (allongement de trois à cinq ans de la durée de mandat du grand maître sans concertation et acquisitions de biens mobiliers et immobiliers conséquents, communication externe inadéquate). Les mesures disciplinaires prises pour faire cesser et sanctionner ces critiques internes mettent en évidence une dérive autoritaire du grand maître alors en fonction, François Stifani, ainsi qu'un manque de démocratie avec l'élection ou la réélection du grand maître par un « Souverain Grand Comité » dont il désigne lui-même et préalablement les membres. Tout ceci entraîne un profond malaise, qui se diffuse à travers de nombreuses loges,. La démission de  François Stifani de ses fonctions de Président de l'association, tout en conservant celle de Grand Maître, crée une situation de blocage de l’obédience qui se retrouve porté devant la Justice. Les décisions rendues par les tribunaux, portant injonction d'organiser une nouvelle assemblée générale, conduisent à la fin du mois de janvier 2011 à la désignation d’un administrateur judiciaire pour gérer les affaires courantes et organiser l’assemblée générale de l’association.
La forte médiatisation de cette crise amène, en mai 2011, cinq obédiences « régulières » européennes (Grandes Loges unies d'Allemagne, Grande Loge d’Autriche, Grande Loge régulière de Belgique, Grande Loge de Luxembourg et Grande Loge suisse Alpina) à suspendre leurs relations avec la GLNF. Le 19 juillet 2011, la Grande Loge unie d'Angleterre annonce à son tour la suspension de ses relations avec la GLNF alors que, jusqu'à cette date, cette dernière était la seule obédience maçonnique française reconnue par la Grande Loge unie d'Angleterre. Pour finir la GLUA  lui retire sa reconnaissance le 12 septembre 2012. Le 10 juin 2012 les cinq obédiences européennes précédemment citées, réunies à Bâle, retirent définitivement leur reconnaissance de la GLNF par une déclaration commune et cessent leurs relations avec la GLNF, qu'elles considèrent comme « privée définitivement de toute légitimité, maçonnique ou autre » et se tournent vers d'autres obédiences françaises, comme la GL-AMF et la Grande Loge de France[réf. souhaitée].
Au cours de cette crise, la GLNF a vu ses effectifs se réduire considérablement, passant de 43 500 membres en 2010 à 26 200 en mars 2013  et la création d'une nouvelle obédience issue de celle-ci, la Grande Loge de l'Alliance maçonnique française (GL-AMF).

### Depuis2012: la reconstruction
Le 1er décembre 2012 Jean-Pierre Servel est élu nouveau grand maître de la GLNF. Il commence alors un travail de reconstruction et de restructuration de l'obédience, qui aboutira le mercredi 11 juin 2014 à une reprise de la reconnaissance de La Grande Loge unie d'Angleterre.
Au 6 juin 2015 les cinq obédiences signataires de l'appel de Bâle ont toutes restauré leurs relations d'amitié avec la Grande Loge Nationale Française. Ces décisions parachèvent le rétablissement de sa reconnaissance au sein de l'ensemble des grandes loges régulières dans le monde.
En 2018, Jean Pierre Servel, grand maître de l’obédience annonce dans un média, que les effectifs de l’association sont de plus de 29 000 membres.

## Fonctionnement
La GLNF est dirigée par un grand maître, élu pour trois ans renouvelables; il est assisté par un député  et plusieurs assistants grand maître, choisis et nommés par le grand maître au sein d'un conclave appelé « Souverain Grand Comité ». Les seuls postes électifs sont celui du grand maître, du grand trésorier et ceux du vénérable maître et du trésorier de loge. La GLNF a adopté un découpage territorial proche du découpage administratif français. Chaque entité administrative est dirigée par un grand maître provincial sur le territoire français ou de district à l'étranger), nommé par le grand maître, lui aussi assisté par un député grand maître provincial ou de district, des assistants grand maître provinciaux ou de district ainsi qu'un collège d'officiers provinciaux ou de district. Le siège de la GLNF se situe à Paris.

### Le Souverain Grand Comité
Il est formé de membres à vie, de membres de droit, et de membres désignés. Les membres de droit sont des grands officiers nationaux (nommés par le grand maître). Les membres désignés le sont par des conseils provinciaux composés d'officiers provinciaux et (au moins) autant de vénérables de loge ; ces derniers représentent environ le double des officiers nationaux nommés par le grand maître. Le Souverain Grand Comité participe activement à la vie de l'obédience, par son rôle de consultant bien sûr, mais aussi en émettant toute proposition utile à l'institution. Depuis 2014, il jouit en outre d'un droit de destitution du grand maître, sur proposition d'un Conseil indépendant appelé Conseil National des Sages, dont les membres sont élus et protégés de leur éviction éventuelle par les nouvelles constitutions .[source insuffisante]

### Le conseil d'administration
Il est constitué des derniers grands maîtres, de quatre membres de droit (dont le grand maître) et de cinq membres élus à scrutin secret.

### Désignation du grand maître
Le grand maître, qui est aussi le président de l'association loi de 1901, est désigné par le Souverain Grand Comité. Cette désignation doit ensuite être ratifiée par les représentants des loges.

## Rites pratiqués

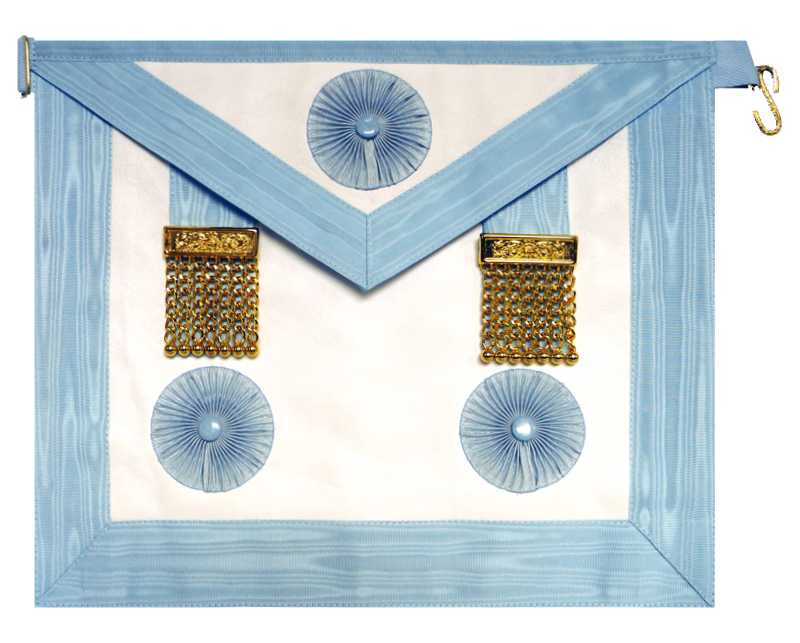
Tablier contemporain au grade de maître du Rite écossais rectifié.

Lors de la création de la Grande Loge Nationale Française, seuls deux rites étaient pratiqués, le Rite émulation en anglais et le Rite écossais rectifié. Ceci fut le cas jusqu’en 1965, date à laquelle les rangs de la GLNF  grossissent en nombre par la venue des membres dissidents de la Grande Loge de France. Cette dernière obédience travaillant au Rite écossais ancien et accepté, les membres constituent de nouvelles loges  qui commencent à travailler à ce rite, ainsi qu’au Rite émulation en français.
En 1979, sous l'impulsion de francs-maçons refusant de laisser ce rite historique au seul monopole du Grand Orient de France, les premières loges travaillant au Rite Français selon le « régulateur du maçon » de 1801 furent respectivement, « Les Anciens Devoirs », no 238 et « St Jean Chrisostome », no 239, à l'orient de Neuilly. La première loge travaillant au Rite Français en province fut consacrée au Luc en Provence en juin 1980, sous le titre distinctif « Le Bailli de Suffren » no 254[réf. nécessaire].
Le 27 novembre 1983, après le démantèlement de la base de l'OTAN de Fontainebleau, où une loge américaine pratiquait le « Rite d'York » américain, et sous l'impulsion d'un de ses anciens vénérables maîtres, installé pour sa retraite à Nice, la première loge travaillant à ce rite est consacrée à l'orient de Nice sous le titre distinctif de « Yorktown » no 350. Un nombre croissant de loges travaillent désormais au Rite standard d'Écosse, c'est-à-dire au rite pratiqué dans les loges de la Grande Loge d'Écosse dont le siège est à Édimbourg.
La GLNF travaille aux trois grades, apprenti, compagnon, maître de la franc-maçonnerie symbolique de ces six rites fondamentaux :
- Rite écossais rectifié
- Rite Émulation
- Rite écossais ancien et accepté
- Rite Français
- Rite d'York
- Rite standard d'Écosse

## Régularité maçonnique, Anciens Devoirs etLandmarks
La GLNF souscrit sans réserve aux huit « principes fondamentaux pour la reconnaissance d'une grande loge » édictés par la GLUA en 1929 et résume ses propres principes dans la « règle en douze points » qu'elle a promulguée. Parmi ces derniers points, elle insiste principalement sur la reconnaissance d'un « principe supérieur, créateur du monde », appelé « Grand Architecte de l'Univers », sur l'interdiction de toutes controverses politiques ou religieuses dans le cadre maçonnique, sur l'existence d'une seule obédience régulière pratiquant uniquement les trois premiers degrés par État ou Nation (ce que la GLUA récuse ), et sur l'absence de tous liens maçonniques avec des obédiences qu'elle ne reconnaît pas.
Elle exige de ses membres qu'ils aient « foi en un Dieu » unique et révélé, celui-ci ne pouvant pas à ses yeux être un simple « principe créateur » ou un « Être suprême ». En effet, et contrairement à certaines des autres obédiences reconnues par la GLUA, elle s'oppose au déisme, auquel elle reproche officiellement, notamment sur son site web, de générer « le relativisme, le syncrétisme, l'indifférentisme et l'agnosticisme ».

### Régularité de création
Il est parfois reproché à la GLNF de ne pas avoir attendu pour sa création d'avoir regroupé trois loges, comme l'aurait voulu la tradition maçonnique, et comme l'exigèrent par la suite les « basic principles » anglais de 1929. Cependant, Alec Mellor, dans son Dictionnaire de la franc-maçonnerie et des francs-maçons  donne à  ce sujet l'explication suivante :
« 
Cette règle n'était pas encore admise aussi impérativement que de nos jours en 1913, date où deux loges seulement fondèrent la Grande Loge Nationale Indépendante et Régulière, premier nom de la Grande Loge Nationale Française. Aussi est-ce une mauvaise querelle que les obédiences irrégulières lui ont cherchée à cet égard. Au demeurant, eût-elle été constituée irrégulièrement - ce qui n'est pas le cas -, la reconnaissance ultérieure de l'obédience nouvelle par la Grande Loge Unie d'Angleterre doit être tenue comme ayant couvert l'Irrégularité et fait rétroagir la régularité de la date de la fondation. »

### Indépendance vis-à-vis des systèmes de hauts-grades
Un des points essentiels de la « régularité » est celui de l'indépendance de la grande loge qui administre, dans le respect du corpus de chaque rite, les trois premiers degrés de la franc-maçonnerie, au regard des organisations de « hauts-grades » complémentaires. Les loges des trois premiers degrés, appelées quel que soit leur rite « loges bleues » ou « loges symboliques », sont invariablement placées sous l'autorité administrative du grand maître de l'obédience. Les ateliers supérieurs, également appelés « loges de perfection », suivent une progression propre à leurs rites respectifs. À cet égard, le Suprême Conseil pour le REAA, le Grand Prieuré rectifié de France pour le RER et le Grand Chapitre français pour le Rite français, ainsi que d'autres juridictions maçonniques, ont chacun leurs propres structures et leur propre hiérarchie indépendante, garantes du corpus spirituel de chaque rite.

## Relations avec les autres obédiences françaises

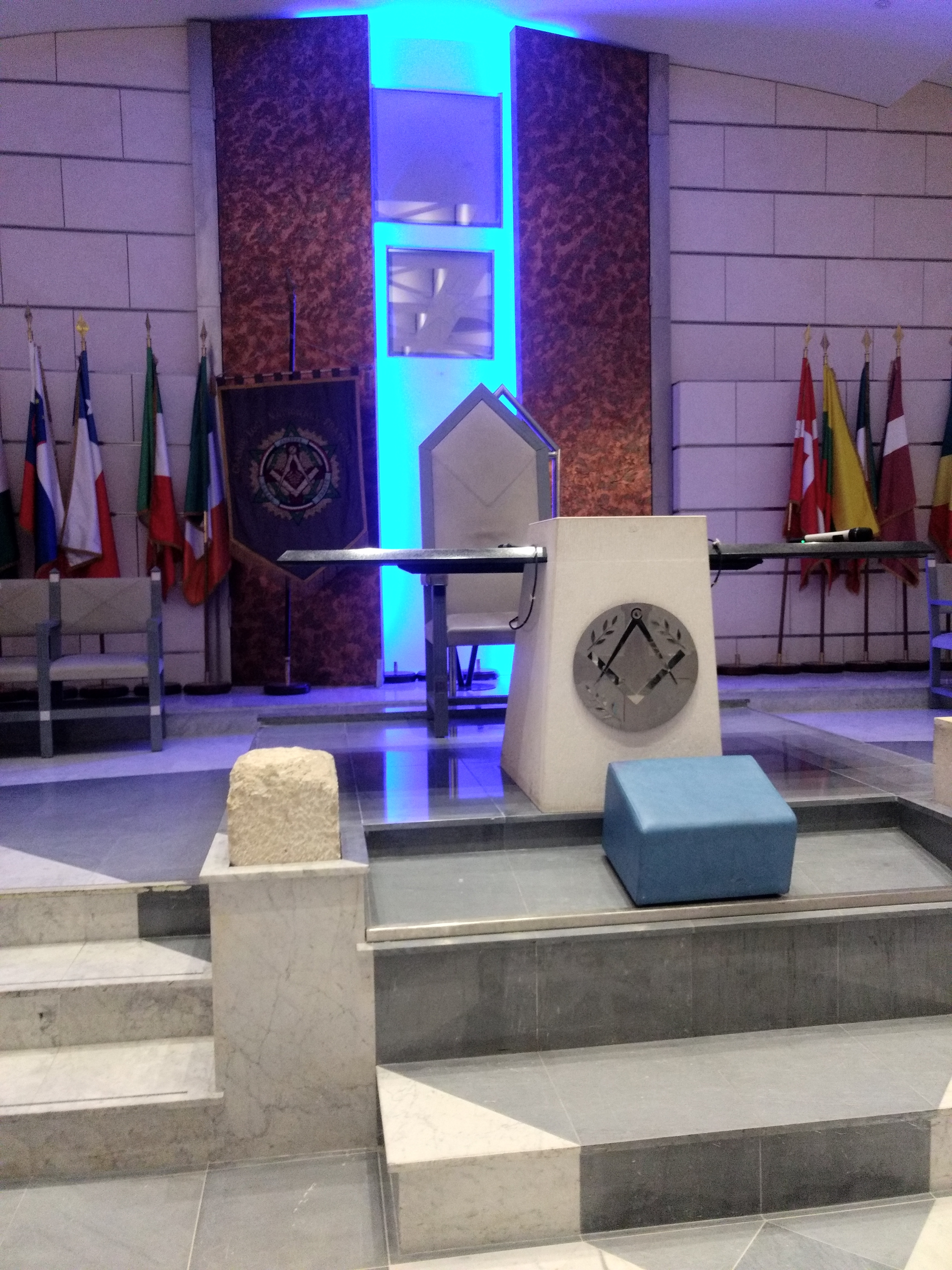
Pupitre dans le temple.

En vertu des Constitutions d’Anderson, stipulant qu’il ne peut y avoir qu’une seule grande loge par pays, et des principes de reconnaissance établis par la GLUA, la GLNF ne permet pas à ses membres de rencontrer les membres des autres obédiences maçonniques françaises, quand bien même elles travailleraient « régulièrement ». Elle ne participe pas à la réunion d'obédiences groupées sous la dénomination « La Maçonnerie française », qui regroupe les neuf principales obédiences françaises autour du centre de recherche de l'Institut maçonnique de France, du Salon du livre maçonnique et d'autres manifestations et colloques. En revanche, il lui arrive de participer, au cas par cas, à certaines autres manifestations. Ce fut le cas par exemple à l'occasion de l'exposition maçonnique de Tours, en 1997. Ou encore en mai 2015 et pour la première fois, lors des rencontres Lafayette GODF-GLNF qui se déroule à l'Hôtel du Grand Orient de France sur le thème de « La Franc-Maçonnerie face à ses mythes » où les deux obédiences malgré leur conception très différentes de la franc-maçonnerie ont confronté fraternellement leur point de vue.
Afin d'éviter de recevoir de part et d'autre des membres exclus des autres obédiences françaises à la suite d'affaires judiciaires, la GLNF a mis en place en 2002 des accords administratifs avec le Grand Orient de France et la Grande Loge de France, afin de faciliter les échanges d'informations sur les membres radiés.

## Critiques
La GLNF a fait face à diverses critiques au cours de son histoire, entre autres en raison de la progression rapide de ses effectifs depuis la fin des années 1960.

### Soupçons d'«affairisme»
À la fin des années 1990, la GLNF a été particulièrement secouée par un certain nombre d’affaires politico-financières (affaire des HLM de Paris, affaire des HLM des Hauts-de-Seine, affaire de la DCN de Toulon, affaires du tribunal de Nice), qui affectèrent également, mais à un degré moindre, des membres d’autres obédiences. À la suite de ces scandales, la GLNF a affirmé avoir fait un certain ménage interne et recentré ses activités autour de ses préoccupations spirituelles et de l’interdiction traditionnelle des débats politiques ou religieux en loge.

### Utilisation de fichiers
Alain Bartoli, membre de la loge « Lympia 72 » de l'obédience a reconnu avoir effectué des recherches nominatives dans le Système de traitement des infractions constatées (STIC) sur ordre du grand maître provincial de la GLNF  Bernard Merolli. Selon Bartoli, il vérifiait la présence d’un casier judiciaire des postulants francs-maçons. Bernard Merolli a démenti cette affirmation, n’y voyant qu’une initiative personnelle de Bartoli.

### GLNF et l'Afrique francophone
La GLNF est la loge mère de la plupart des grandes loges régulières des pays d'Afrique francophone, ce qui lui vaut quelques critiques ; les grands maîtres de ces obédiences étant souvent des dirigeants politiques de premier plan, dont le respect des droits de l’homme,, au sein de leur propre pays, est discutable.